# شوح فوريستي
شوح فوريستي (الاسم العلمي:Abies forrestii) هو نوع من النباتات يتبع جنس الشوح من الفصيلة الصنوبرية.